# Uitikon
Uitikon (au XIIIe siècle Uetichon) est une commune suisse du canton de Zurich.

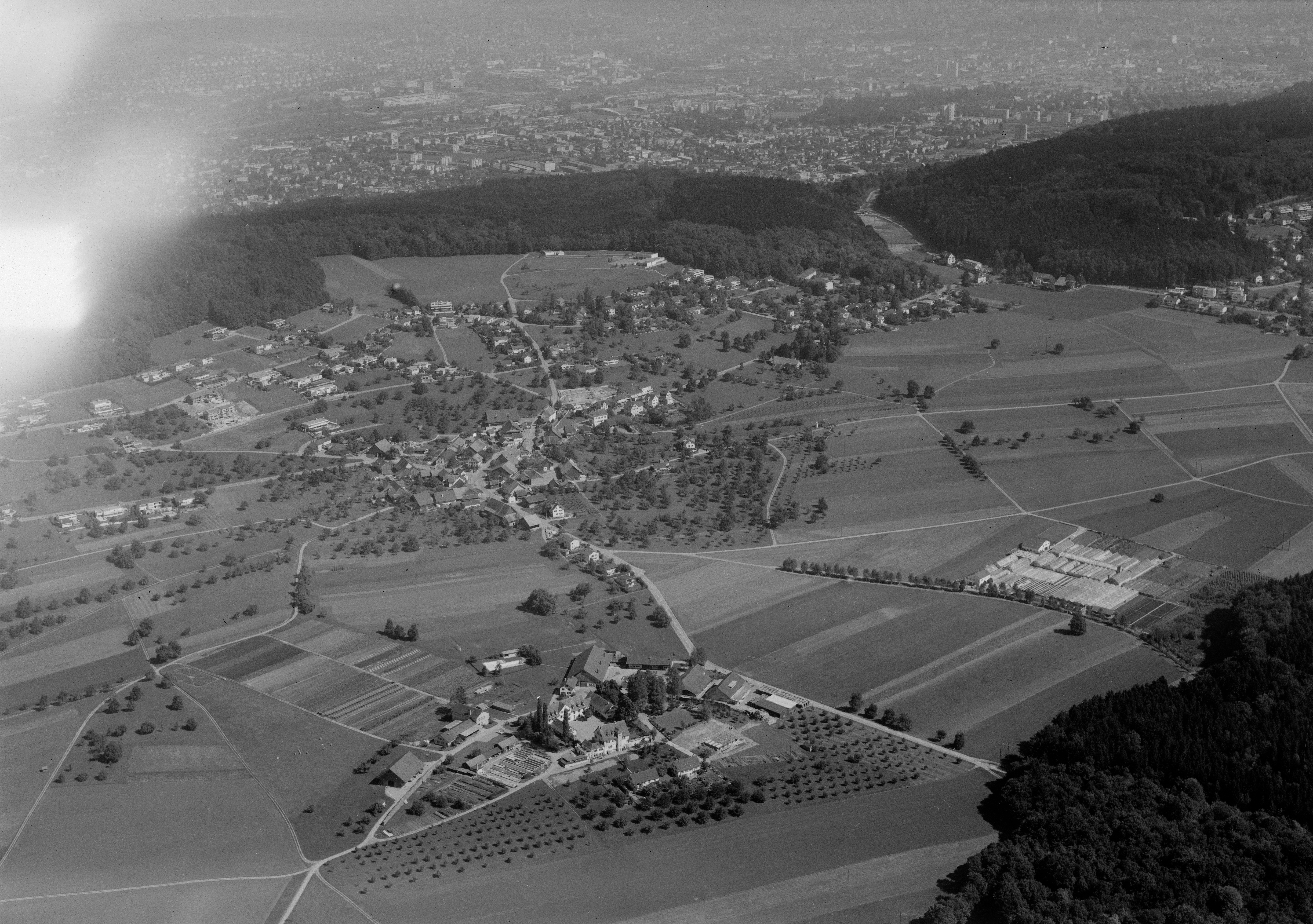
Photo aérienne (1966).

## Géographie

### Communes limitrophes
Les communes limitrophes sont  Birmensdorf, Schlieren, Stallikon, Urdorf et Zurich.